# 萧应
萧应（6世纪—6世纪），南朝梁庐陵威王萧续次子，梁武帝孙。因兄世子萧凭因罪被诛而在萧续于太清元年（547年）死后袭爵庐陵王。《梁书》载萧续子萧安袭爵，未详与萧应是否一人。
萧应弱智，在萧续死后前往内库查阅珍宝，看见金铤后对旁边的人说：“这可以吃吗？”旁边的人回答说：“不可。”萧应说：“既然不可以吃，都给你们吧。”其他事也都是此类。
侯景之乱时，萧应的伯父萧纲登基为梁简文帝，萧应的叔父湘东王萧绎不承认被侯景控制的梁简文帝政权。太清四年（550年）九月，侯景派领军将军任约进寇西阳、武昌，萧绎以萧应为江州刺史，以左卫将军徐文盛为长史行府州事，督诸将拒之。五年（551年）九月改任王僧辩为江州刺史，可见萧应已不在任。